# Kolín nad Rýnem
Kolín nad Rýnem (německy Köln, anglicky a francouzsky Cologne) je čtvrté největší město v Německu. Leží ve spolkové zemi Severní Porýní-Vestfálsko a žije zde přibližně 1,09 milionu obyvatel. Kolín je významným kulturním, obchodním střediskem a komunikačním uzlem, kde se konají četné veletrhy. Původně zde byla germánská osada, kolem roku 50 n. l. vzniklo římské město Colonia Agrippina, od 4. století sídlo římskokatolického biskupství (od roku 953 n. l. arcibiskupství, poté také církevní kurfiřtství). Ve středověku byl Kolín největším městem v Německu. Katedrála svatého Petra, založená 1248 a dostavěná až v letech 1848–1880, patří k největším gotickým stavbám v Evropě a její věže dosahují výšky 157 m. Kolínská univerzita, založená roku 1388, je šestou nejstarší univerzitou ve střední Evropě a zároveň jednou z největších v Německu.

## Historie

### Od antiky do  roku 1475
Kolín je nejstarším z velkých německých měst. Byl založen císařovnou Agrippinou mladší, ženou římského císaře Claudia, která se narodila v legionářské osadě (castra Romana) nad Rýnem - součásti Dolnogermánského limitu Římské říše. V roce 50 dala této osadě jméno Ara Agrippinensium (podle jiných pramenů Colonia Claudia Augusta Agrippina, CCAA) a povýšila ji na město. Kolem roku 89 se město stalo hlavním městem provincie a jedním z významnějších obchodních a výrobních center římského impéria na sever od Alp.
Ve 4. století byla ve městě velká komunita křesťanů, která založila první biskupství a od roku 785 arcibiskupství kolínské. Od 12. století si město k názvu dávalo - stejně jako Jeruzalém, Konstantinopol a Řím - přídomek „svaté“, latinsky sancta Colonia: „Svatá Kolonia z milosti Boží věrná dcera Římské církve“.  

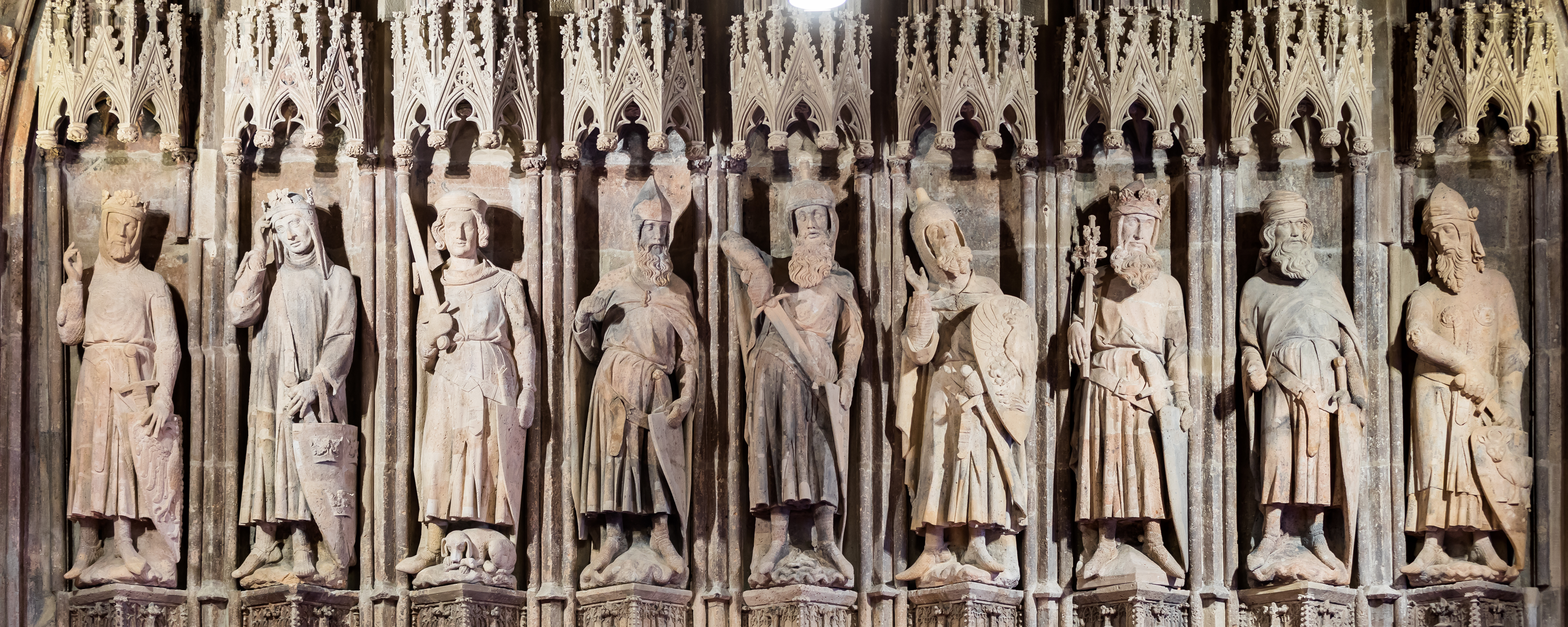
Sochy devíti dobrých hrdinů, 2. polovina 13. století, radnice v Kolíně nad Rýnem

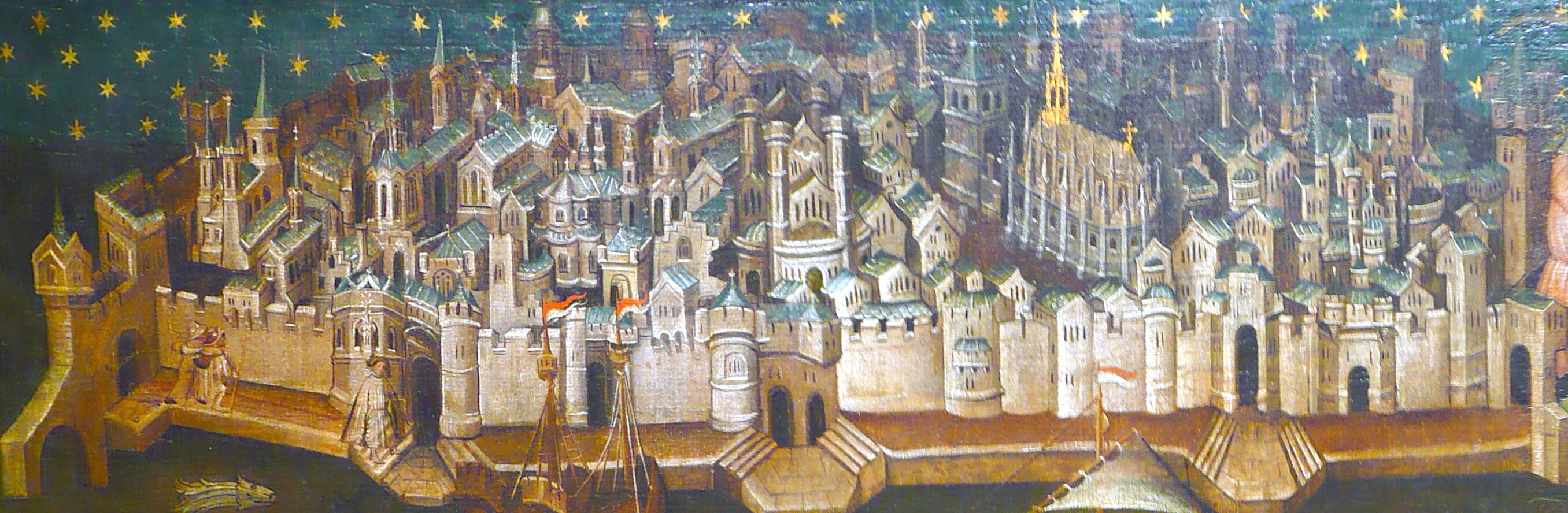
Kolín na vedutě okolo roku 1411

Ve středověku se město rozvíjelo hospodářsky, politicky i kulturně. Roku 1282 se Kolín stal spoluzakladatelem německé hanzy, obchodního spolku,  vzniklého sloučením s prosperujícími místními hanzami v Hamburku a v Lübecku, k nimž postupně přistupovala další města.  Od roku 1288, po vítězství nad biskupem Siegfriedem II., město řídila samospráva jeho obyvatel, sídlící v monumentální budově gotické radnice. Sebevědomí a návaznost na slavné tradice světové historie, tam vyjadřuje  dochovaná galerie devíti soch „dobrých hrdinů“, spojující  světové hrdiny tří konfesí: křesťany reprezentují císař Karel Veliký s orlem na štítu, Král Artuš s třemi korunami a Godefroy z Bouillonu, se psem u nohou, antické hrdiny Julius Caesar, Hectór a Alexander Veliký a biblické starozákonní krále Židé  David, Jozue a  Juda Makabejský. Velkolepou stavbu katedrály zde zahájila huť rodiny Parléřů, z níž bratři Petr a Jindřich odešli na stavbu katedrály pražské. V roce 1388  zde vznikla první městská univerzita v Německu. Kolín tehdy patřil k největším a nejbohatším německojazyčným městům.
Teprve v roce 1475 byla samostatnost právně upravena přiznáním statusu svobodného říšského města.

### Historie po roce 1475
Objev Ameriky, vznik nových obchodních cest a z toho vyplývající změny v evropském hospodářství vedly k ekonomickému i politickému úpadku města. V roce 1560 byla přerušena stavba katedrály, v roce 1795 Kolín obsadili Francouzi a v roce 1815 bylo město připojeno k Prusku.
Reformy provedené nejprve Francouzi a později pruskými úřady vytvořily vhodné podmínky pro rozvoj Kolína v době průmyslové revoluce. Město se stalo významným dopravním uzlem (železnice, říční plavba). Rozvíjel se průmysl (Felten & Guillaume, Stollwerck, Klöckner Humboldt Deutz AG - zakladatelem byl Nicolaus August Otto, Helios AG). V roce 1880 byla po 632 letech dokončena stavba katedrály (výška věží je 157 m). Po zboření středověkých hradeb došlo k dynamickému územnímu rozvoji a tím k růstu počtu obyvatel. 

### Od roku 1939
Ve druhé světové válce byl Kolín stejně jako další města vystaven velkým spojeneckým náletům, z nichž největší byl proveden jako operace Millenium v noci z 30. na 31. května 1942. Náletu se zúčastnilo 1047 bombardérů RAF. Během druhé světové války se počet obyvatel snížil z cca 800 000 na 104 000. V současnosti v Kolíně žije přes milion lidí, z čehož 17,2 % (asi 175 515, stav v roce 2004) byli cizinci. Kolín je po Berlíně a před Hamburkem městem s druhou největší tureckou menšinou v Evropě.

## Doprava
Leteckou dopravu zajišťuje mezinárodní letiště Kolín/Bonn (CGN) asi 15 km jižně od města. Köln Hauptbahnhof je významný železniční uzel, kde jezdí vlaky ICE  a TGV a zajišťují dálkové spoje na všechny strany, ovšem do Rakouska a Švýcarska jen každých 6 hodin.
Kolín má systém výpadových radiál a pět koncentrických silničních okruhů, z nichž ten vnější je dálniční obchvat. Z něho vycházejí dálnice A1, A3, A4, A57 a A59 i řada dalších silnic.
Městskou dopravu obstarává 11 linek rychlodrážních tramvají o celkové délce 195 km (po Melbourne (256 km) a Petrohradu (205 km) největší tramvajová síť na světě), které ve středu města vedou tunelem, a množství autobusových linek. Na to navazuje 9 linek příměstské dopravy (S-Bahn), které obsluhují celý region.

## Pamětihodnosti

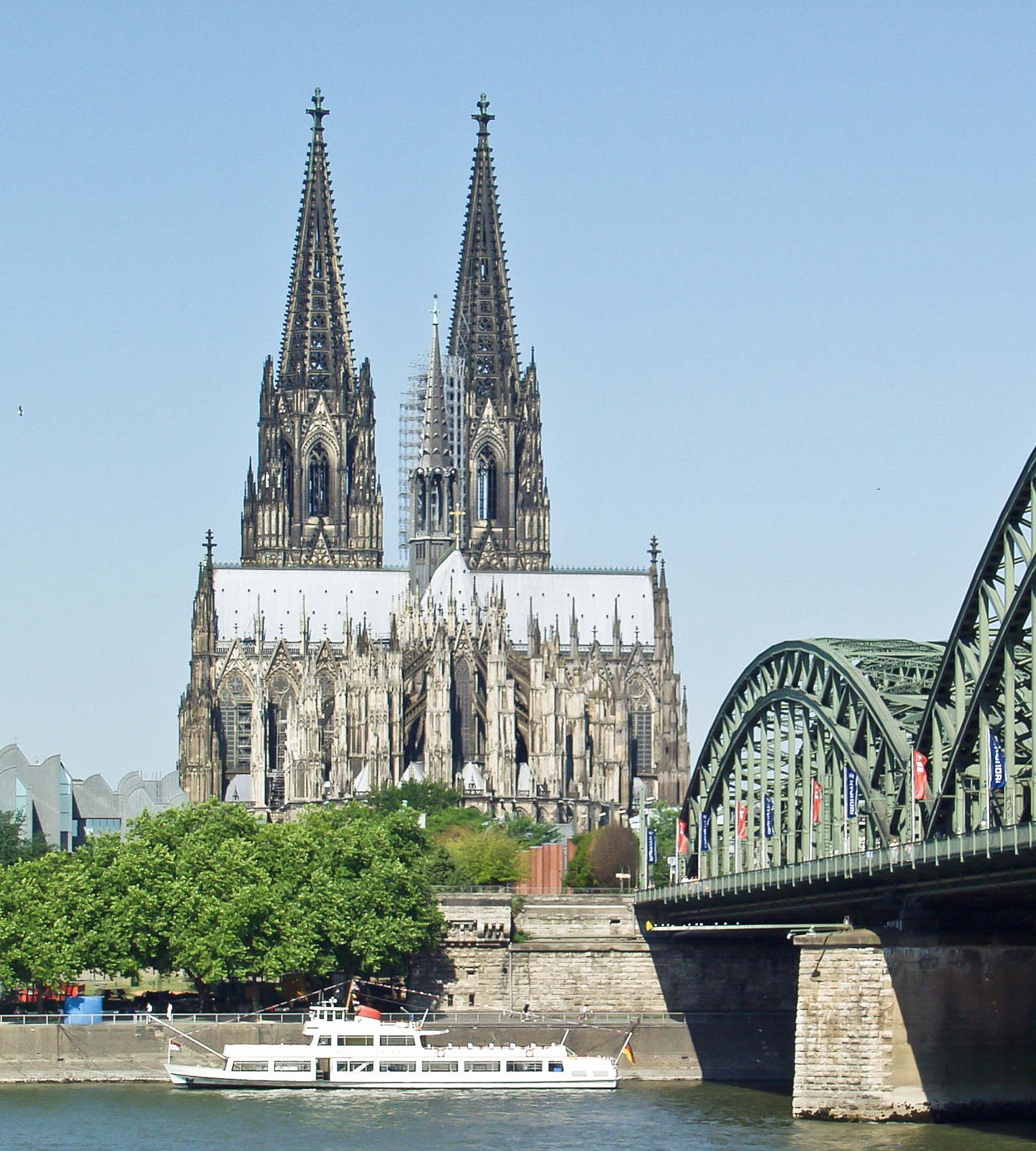
Katedrála svatého Petra od východu

Město má mimořádně bohatou historii, počínající v 1. století n. l. Její stopy se přes těžké poškození v letech 1944-1945 zachovaly po celém území vnitřního města. V Kolíně nad Rýnem se nachází 12 románských kostelů.
- Dóm čili katedrála svatého Petra, pětilodní gotická bazilika s ochozem, kaplí a dvěma věžemi, je 144 m dlouhá a výška klenby činí 43,3 m. Západní část s věžemi byla postavena až v 19. století. Z vnitřního zařízení vyniká relikviář Tří králů ze 13. století, středověké vitráže v oknech a mohutné historické zvony. Katedrálu navštěvuje asi 6 milionů návštěvníků ročně a je součástí Světového dědictví UNESCO.
- Radnice s mohutnou gotickou věží z roku 1414 a renesančním podloubím
- Románská bazilika St. Andreas s dlouhým chórem a věží nad křížením
- Kostel St. Aposteln, trojlodní románská bazilika s kupolí, trojlistým chórem a mohutnou západní věží
- St. Gereon, mohutná centrální stavba 35 m vysoká na pozdně antických základech s dlouhým chórem a dvěma věžemi
- St. Maria im Kapitol, trojlodní románská bazilika, 100 m dlouhá a 40 m široká se třemi konchami v závěru
- Gross St. Martin, trojlodní bazilika s trojlistým závěrem a mohutnou věží nad křížením
- Minoritský kostel P. Marie ze 13. století
- Evangelický Antoniterkirche, gotický trojlodní kostel s velmi vysokou střední lodí
- Jezuitský kostel Nanebevzetí P. Marie, prostorná barokní bazilika s emporami

### Galerie

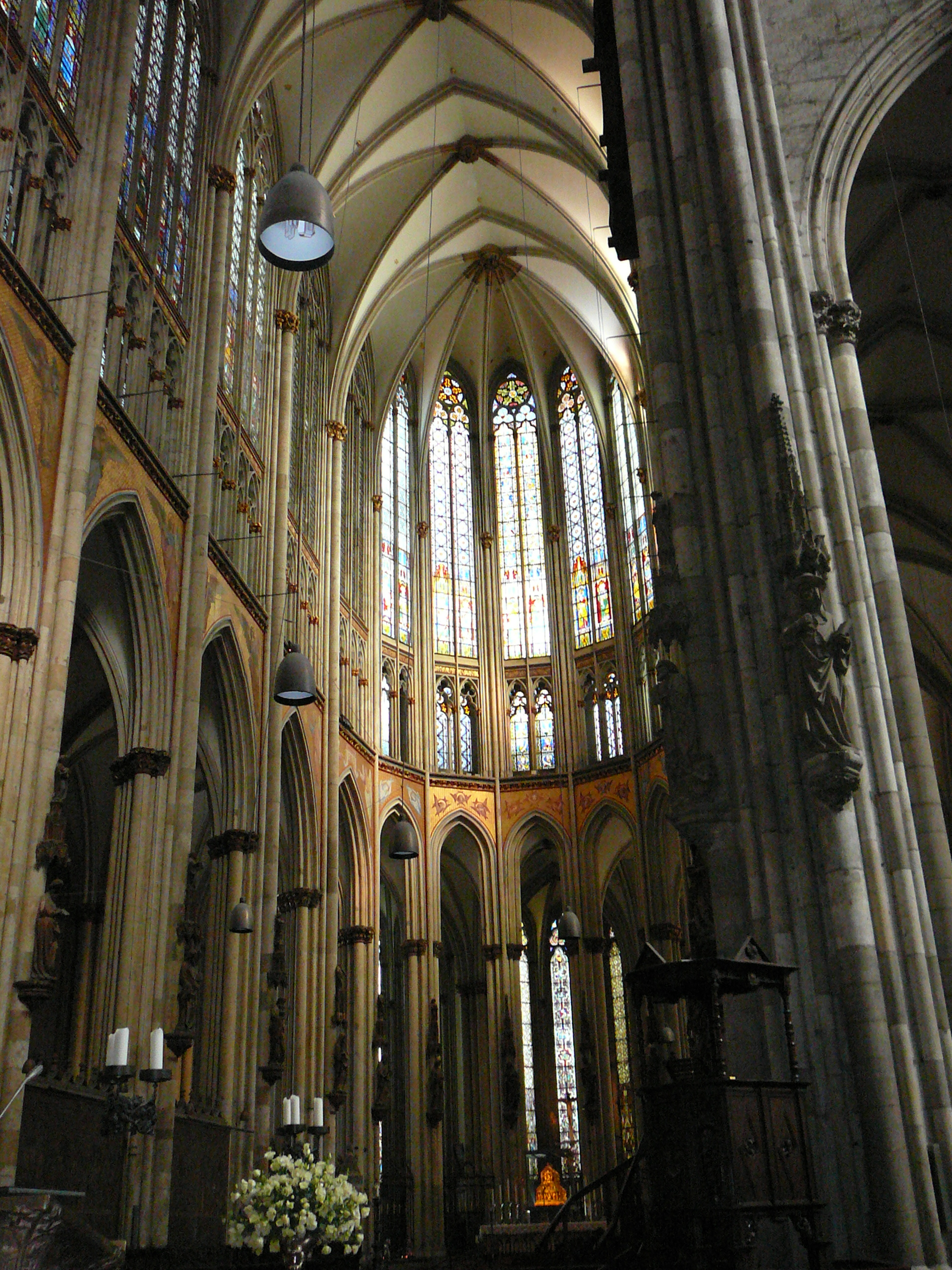
Dóm, interiér
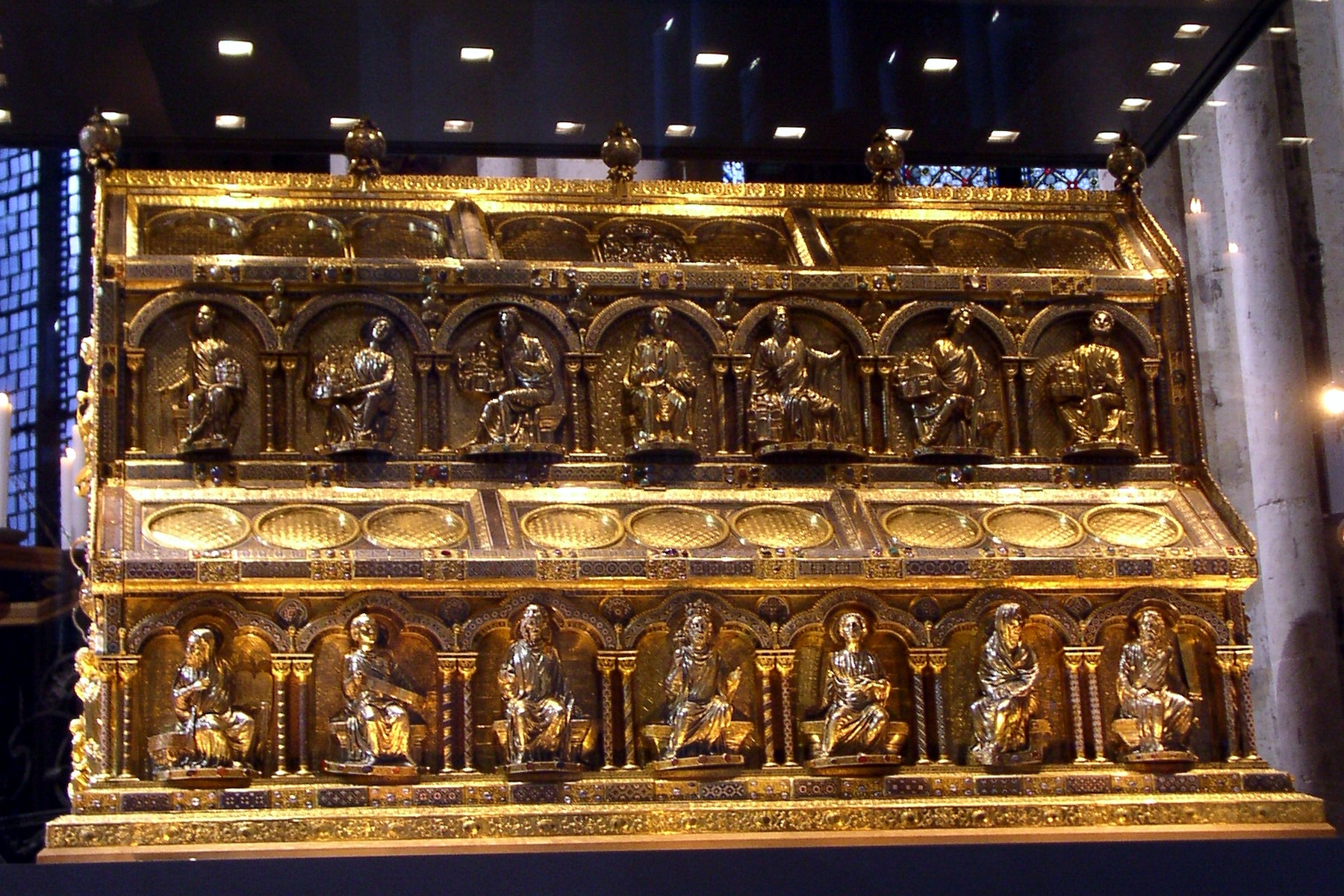
Dóm, relikviář Tří králů
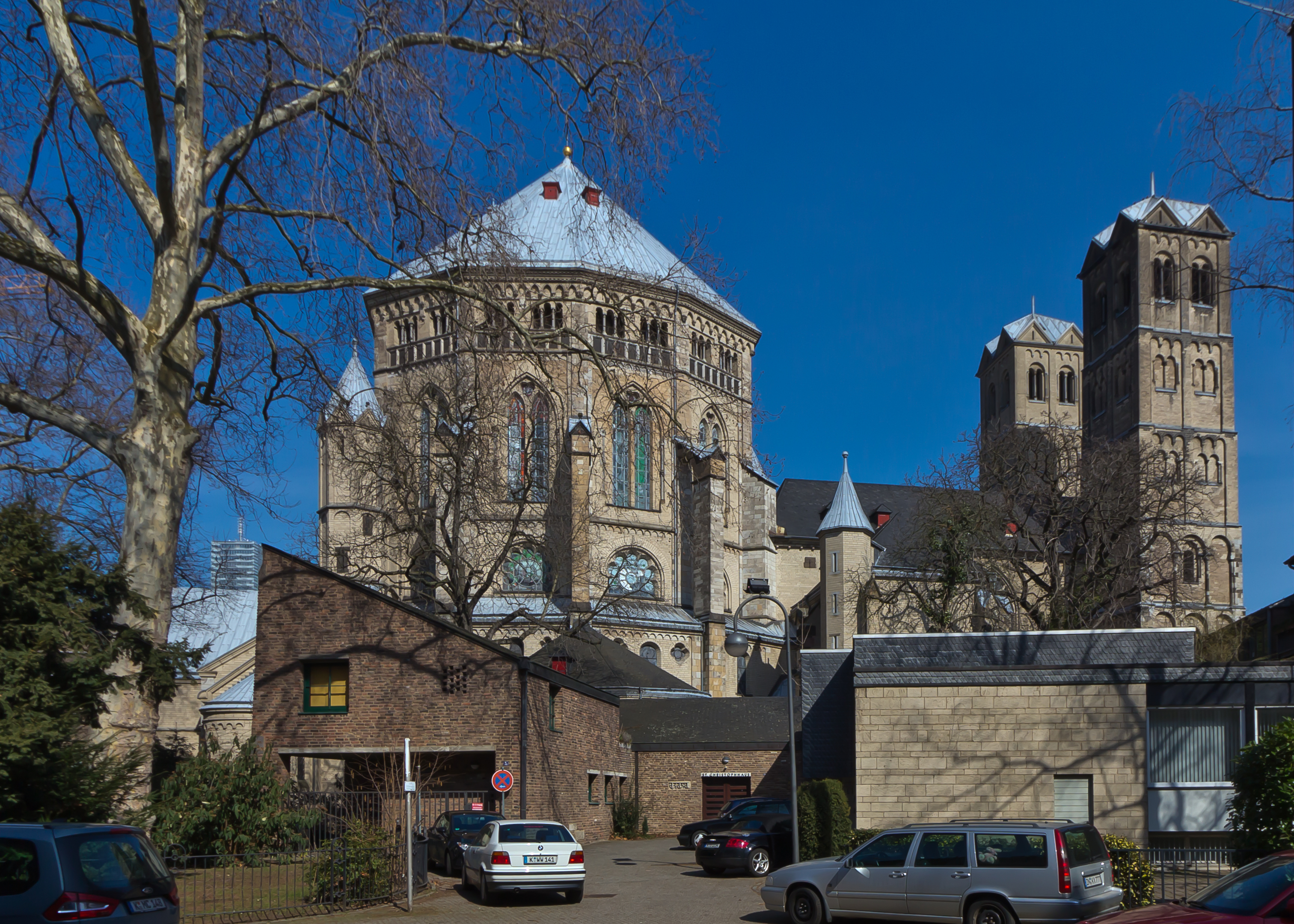
Kostel St. Gereon od jihu
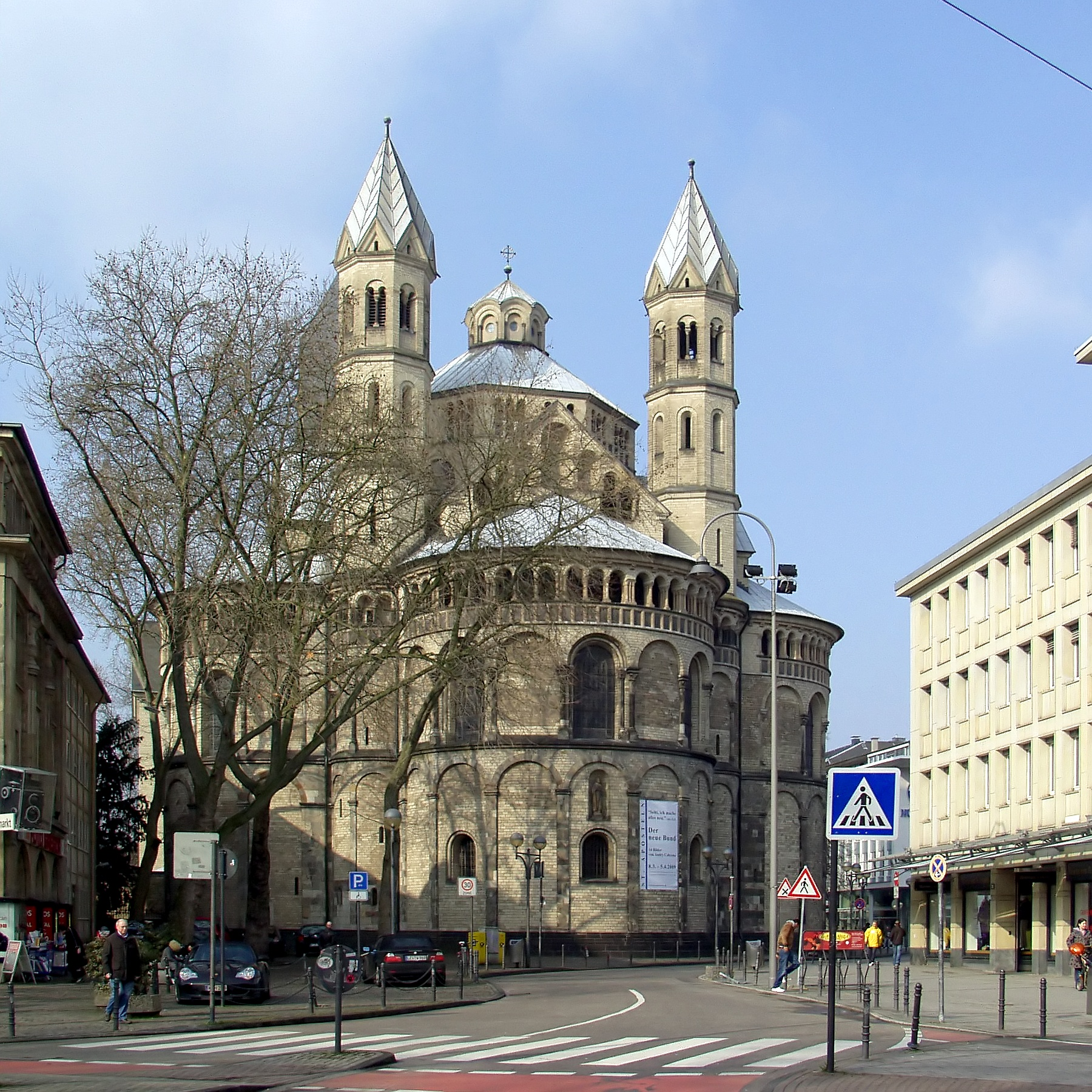
Kostel St. Aposteln od východu
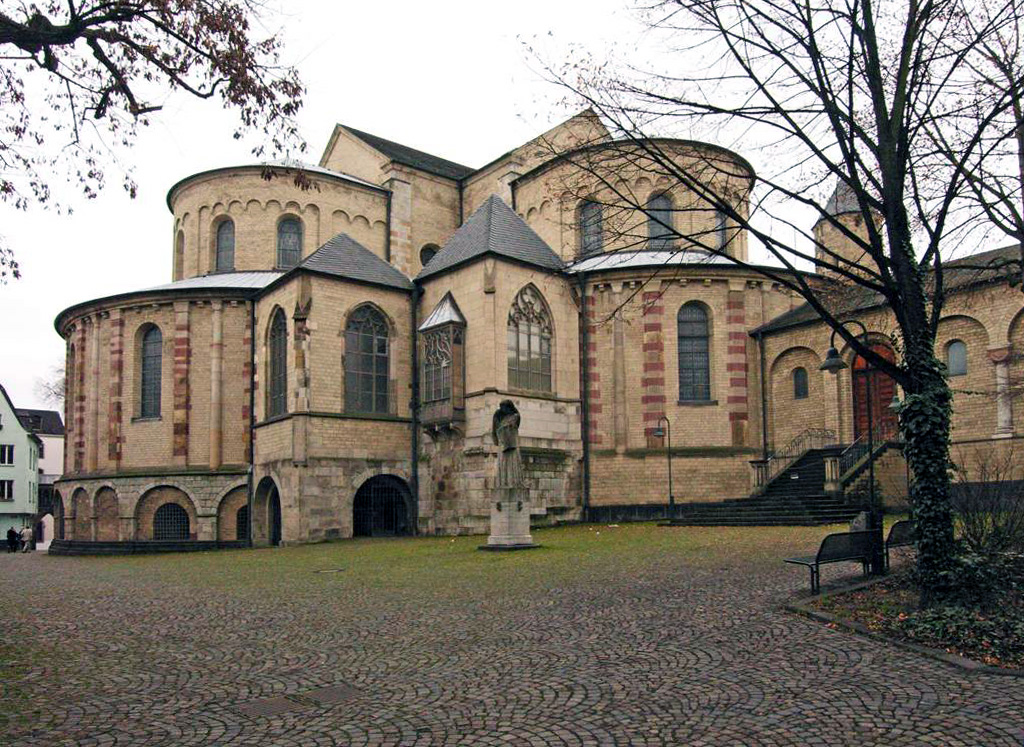
St. Maria in Kapitol
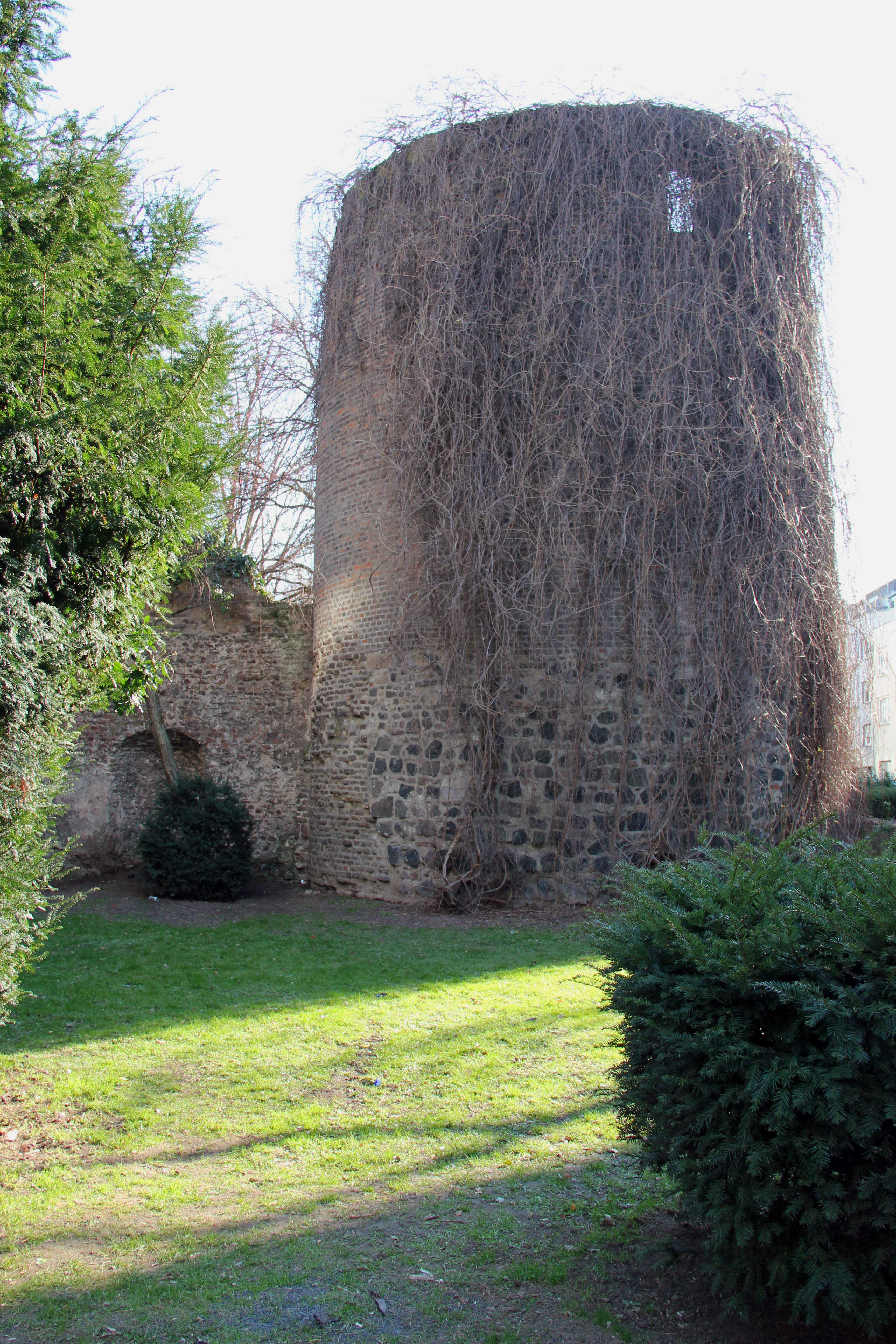
Věž římských hradeb
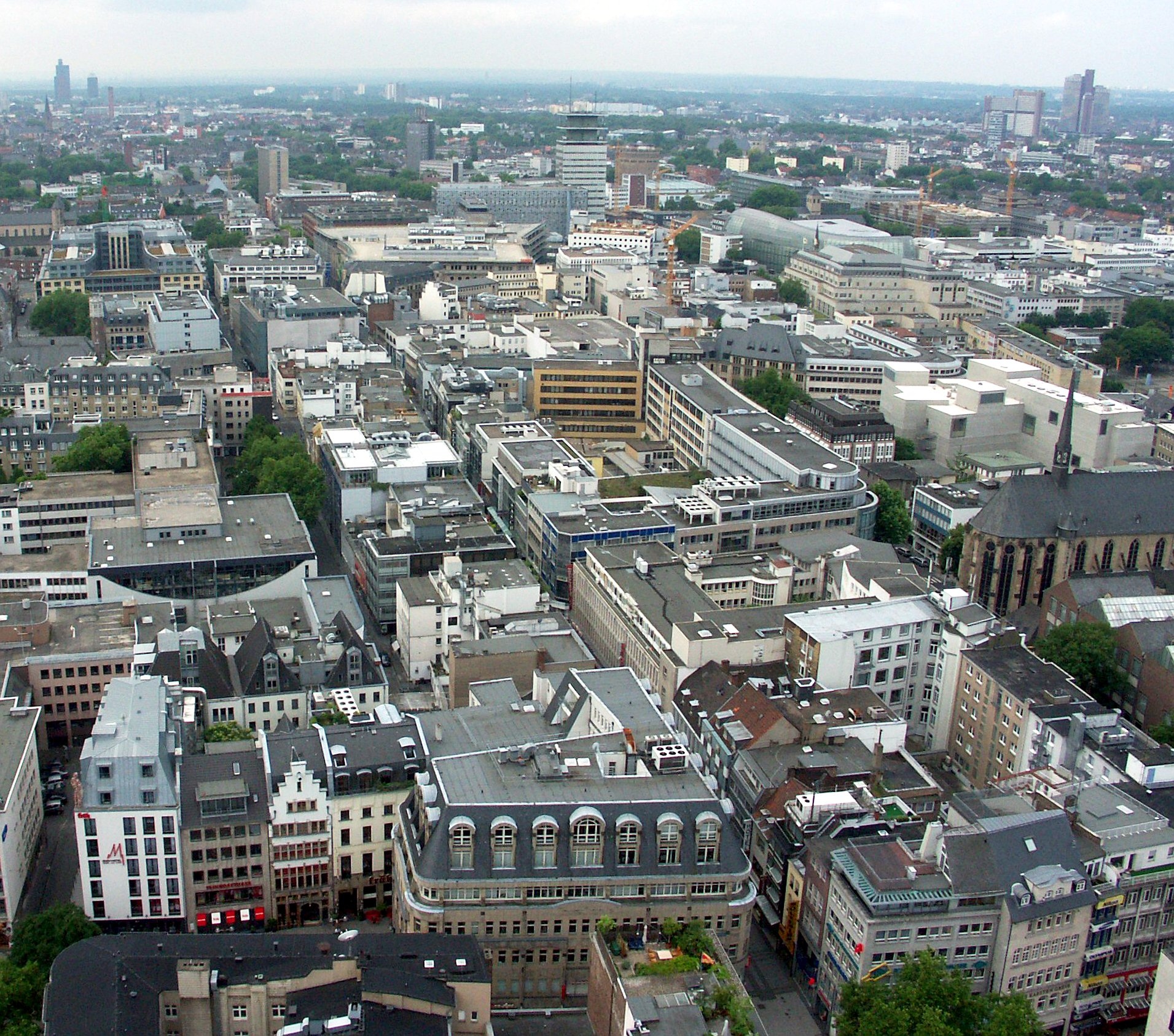
Jižní část vnitřního města (pohled z věže dómu)

## Muzea
Kolín má velké množství muzeí, výstavních galerií a kulturních středisek. Mezi významné a velmi navštěvované patří:
- Römisch-Germanisches Museum – bezprostředně vedle dómu: vykopávky a umění pozdní antiky v Porýní
- Museum Ludwig – u dómu a hlavního nádraží: moderní a současné umění
- Wallraf-Richartz-Museum – asi 200 m jižně od dómu: výtvarné umění od 13. do 20. století
- Diecézní muzeum Kolumba – v sousedství předchozího: výtvarné a užité umění od pozdní antiky po současnost
- Botanická zahrada s více než 10 000 druhy rostlin a Zoologická zahrada se 700 druhy živočichů ve čtvrti Riehl, asi 2 km severně od středu města

## Sport
Ve městě sídlí fotbalový klub 1. FC Köln a hokejový klub Kölner Haie. Ten hraje v Lanxess Areně, která je s kapacitou 18 500 diváků největší hokejovou halou v Evropě. 
Americký fotbal hrají Cologne Centurions v Evropské lize (European League of Football), a Cologne Crocodiles v německé lize GFL (German Football League).
Ve městě se pravidelně od roku 2014 pořádá turnaj IEM Cologne hry CSGO, který pořádá ESL.

## Místní zvyky

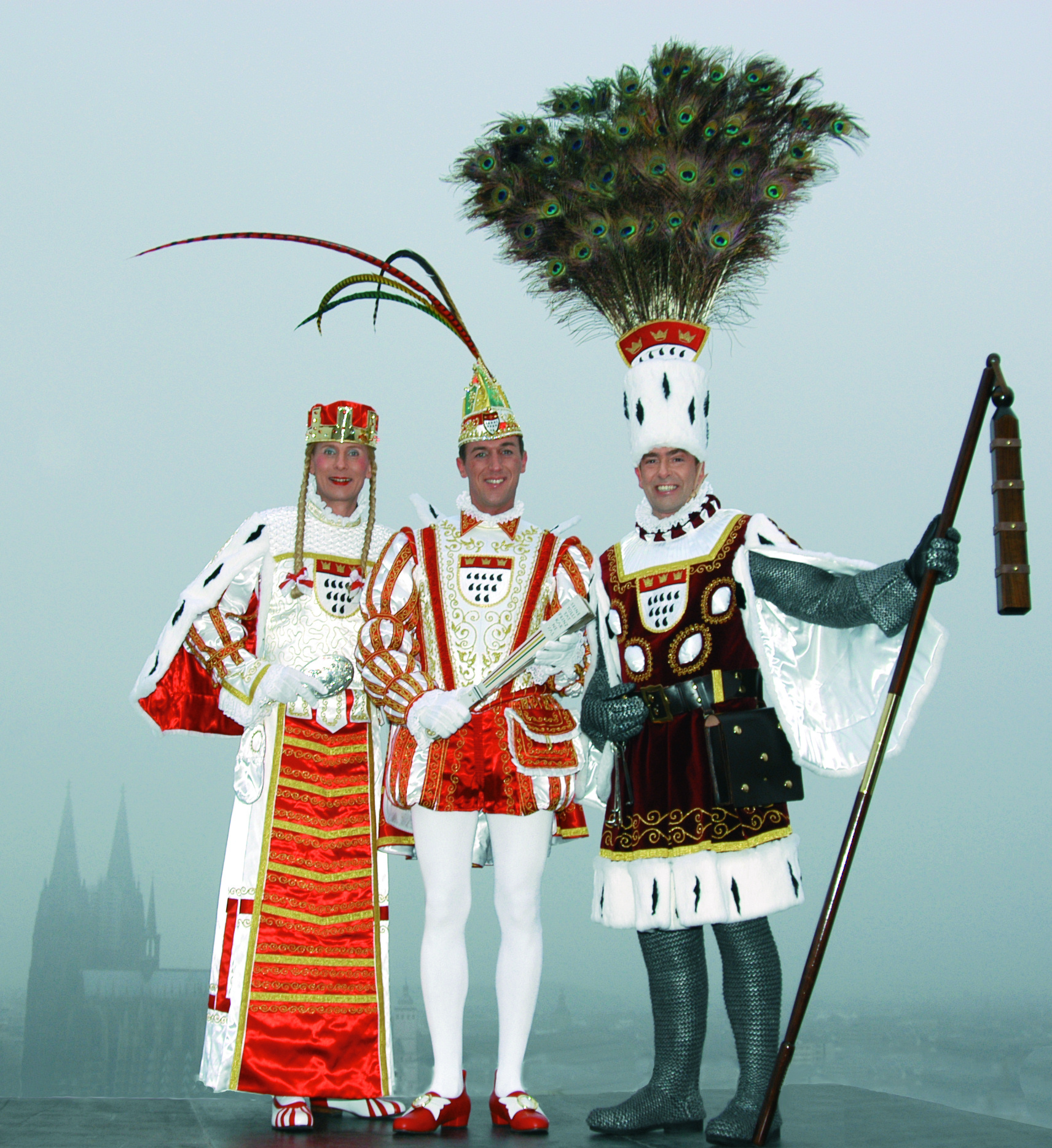
Tzv. kolínské trojhvězdí v roce 2005. Zleva postavy zvané panna, princ a sedlák.

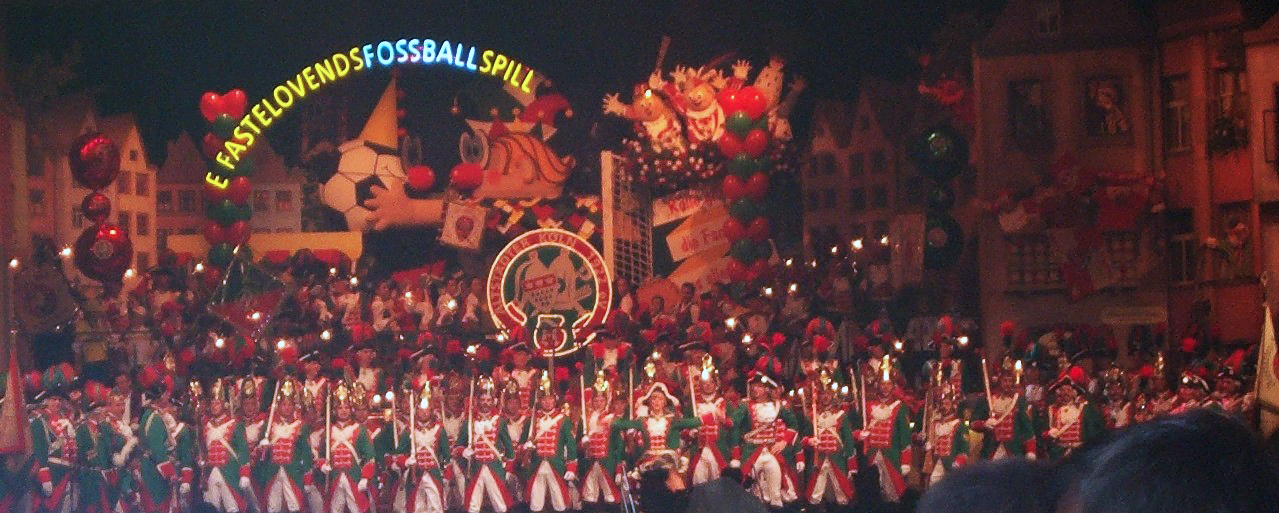
Velké karnevalové shromáždění v Kolíně nad Rýnem, 22. února 2006, v sále zvaném Gürzenich

Kolín nad Rýnem je jedním z hlavních středisek karnevalových slavností a zábav v Německu. Zde jsou značně ovlivněny katolickou tradicí města a jeho okolí a také tím, čemu se říká rýnská veselá povaha (rheinische Frohnatur).
Po celé zemi známé a ve veřejnoprávní televizi vysílané velké karnevalové shromáždění (Prunksitzung) v sále zvaném Gürzenich se naposledy konalo v únoru 2020. Od tohoto roku nejsou tato shromáždění ani velký průvod městem s alegorickými vozy a početnými návštěvníky kvůli pandemii covidu-19 povoleny resp. sám karnevalový spolek je nepořádá. 

## Osobnosti
- Agrippina mladší († 59), matka římského císaře Nera (letopočet neznámý)
- Albert Veliký (1193/1206–1280), středověký učenec a učitel církve
- Hans von Aachen († 1615), malíř
- Jacques Offenbach (1819–1880), francouzský hudební skladatel
- Max Bruch (1838–1920), hudební skladatel
- Louis Hagen (1855–1932), německý bankéř a průmyslník
- Wilhelm Marx (1863–1946), právník a politik, německý říšský kancléř v letech 1923–1925 a 1926–1928
- Robert Michels (1876–1936), sociolog
- Konrad Adenauer (1876–1967), německý kancléř, zastával funkci v poválečných letech, hlavně po roce rozdělení Berlína
- Heinrich Böll (1917–1985), spisovatel a dramatik
- Wolfgang von Trips (1928–1961), automobilový závodník Formule 1
- Nico (1938–1988), zpěvačka
- Udo Kier (* 1944), herec
- Jutta Kleinschmidtová (* 1962), závodnice v rallye, šestnáctinásobná účastnice Rallye Dakar, vítězka ročníku 2001 v kategorii automobilů
- Angela Gossow (* 1974), bývalá death metalová zpěvačka a současná manažerka kapely Arch Enemy
- Britta Heidemannová (* 1982), bývalá sportovní šermířka, mistryně světa, olympijská medailistka
- Andreas Mies (* 1990), profesionální tenista
- Kim Petras (* 1992), zpěvačka a textařka
- Nils Politt (* 1994), profesionální silniční cyklista
- Leon Draisaitl (* 1995), profesionální hokejový útočník hrající v NHL
- Johann Maria Farina, vynálezce kolínské vody

## Partnerská města
- Barcelona, Španělsko, 1984
- Berlín, Německo, 1990
- Betlém, Izrael, 1996
- Brive-la-Gaillarde, Francie
- Corinto, Nikaragua, 1988
- Cork, Irsko, 1988
- El Realejo, Nikaragua, 1988
- Esch-sur-Alzette, Lucembursko, 1958
- Eygelshoven, Nizozemsko
- Hazebrouck, Francie
- Igny, Francie
- Indianapolis, Indiana, USA, 1988
- Istanbul, Turecko, 1997
- Katovice, Polsko, 1991
- Kjóto, Japonsko, 1963
- Kluž, Rumunsko, 1999
- Lille, Francie, 1958
- Liverpool, Spojené království, 1952
- Lutych, Belgie, 1958
- Peking, Čína, 1987
- Rotterdam, Nizozemsko, 1958
- Saskatoon, Saskatchewan, Kanada
- Tel Aviv-Jaffa, Izrael, 1979
- Soluň, Řecko, 1988
- Tunis, Tunisko, 1964
- Turín, Itálie, 1958
- Turku, Finsko, 1967
- Volgograd, Rusko, 1988